# Toros, Loveci
Toros (în bulgară Торос) este un sat în comuna Lukovit, regiunea Loveci,  Bulgaria. 

## Demografie
Componența etnică a satului Toros
     Turci (3,29%)
     Bulgari (83,33%)
     Romi (1,43%)
     Nicio identificare (11,19%)
     Altele (0,74%)
La recensământul din 2011, populația satului Toros era de 1.608 locuitori. Din punct de vedere etnic, majoritatea locuitorilor (83,33%) erau bulgari, existând și minorități de turci (3,29%) și romi (1,43%). Pentru 11,19% din locuitori nu este cunoscută apartenența etnică.